# Grännäs, Valdemarsviks kommun
Grännäs är en bebyggelse, belägen vid Valdemarsviken, 1 kilometer söder om Valdemarsvik  i Valdemarsviks kommun, Östergötlands län. 
2015 avgränsade SCB här en småort. Efter befolkningsökning klassades orten 2018 som en tätort, men vid avgränsningen 2020 hade antalet bofasta minskat och orten klassades åter som en småort.

## Historik
I småorten Grännäs finns Grännäs gård. Denna tidigare mangårdsbyggnad till gården är uppförd 1907. Ekonomibyggnaderna är placerade 300 m väster härom, uppfördes 1888. Under 2007 revs ett vagnslider och logen kortades av p.g.a. vägbygge. Inget finns kvar av ursprungliga Grännäs by. Den låg 100 - 200 m söder härom och omnämns 1453 som "grænæs" och hade då tre gårdar. År 1560 fanns en kronogård som bebos av Per och en frälsegård som ägdes av Jöran Eriksson. År 1666 fanns tre gårdar och likaså 1750.